# Эссен, Льюис
Льюис Эссен (Louis Essen) (6 сентября 1908 — 24 августа 1997) — английский физик-экспериментатор, создатель кварцевых и атомных часов, один из самых известных сотрудников Национальной физической лаборатории Великобритании. Известен также результатами по точному измерению скорости света (1946). В поздней работе (1971) подвергал сомнению современную интерпретацию специальной теории относительности.
В 1955 году создал первый атомный стандарт частоты (времени) на пучке атомов цезия, в результате которого через три года (1958) возникла служба времени, основанная на атомном стандарте частоты. В 1959 году Академия наук СССР наградила Эссена золотой медалью имени А. С. Попова за работы по созданию и применению атомного стандарта частоты.